# Kung Fu Panda 3
Kung Fu Panda 3 er en computer-animeret film fra 2016. 
Filmen er instrueret af Jennifer Yuh Nelson og Alessandro Carloni, skrevet af Jonathan Aibel og Glenn Berger. Det spiller stemmerne fra Jack Black, Dustin Hoffman, Angelina Jolie, Lucy Liu, Seth Rogen, David Cross, James Hong og Jackie Chan. 

## Handling
Pandaen Po genforenes med sin biologiske far og vender tilbage til sin fødeby, et hemmeligt pandaparadis, hvor han ikke passer ind. Der møder han Mei Mei, en overivrig panda, som er blevet lovet et arrangeret ægteskab med Po. Da en ond ånd ved navn Kai terroriserer Kina og stjæler kræfterne fra besejrede kung fu-mestre, må Po træne en landsby med klodsede, drilske pandaer til at blive en bande Kung Fu Pandas.